# Мартін Рейнольдс
Мартін Рейнольдс  (англ. Martin Reynolds, 22 лютого 1949) — британський легкоатлет, олімпійський медаліст.

## Виступи на Олімпіадах
| Олімпіада   | Дисципліна              | Місце     |
| ----------- | ----------------------- | --------- |
| Мюнхен 1972 | біг на 400 метрів       | 7 h2 r3/4 |
| Мюнхен 1972 | естафета 4 x 400 метрів | 2         |

## Зовнішні посилання
- Досьє на sport.references.com [Архівовано 24 жовтня 2012 у Wayback Machine.]